# Sisowath Sirik Matak

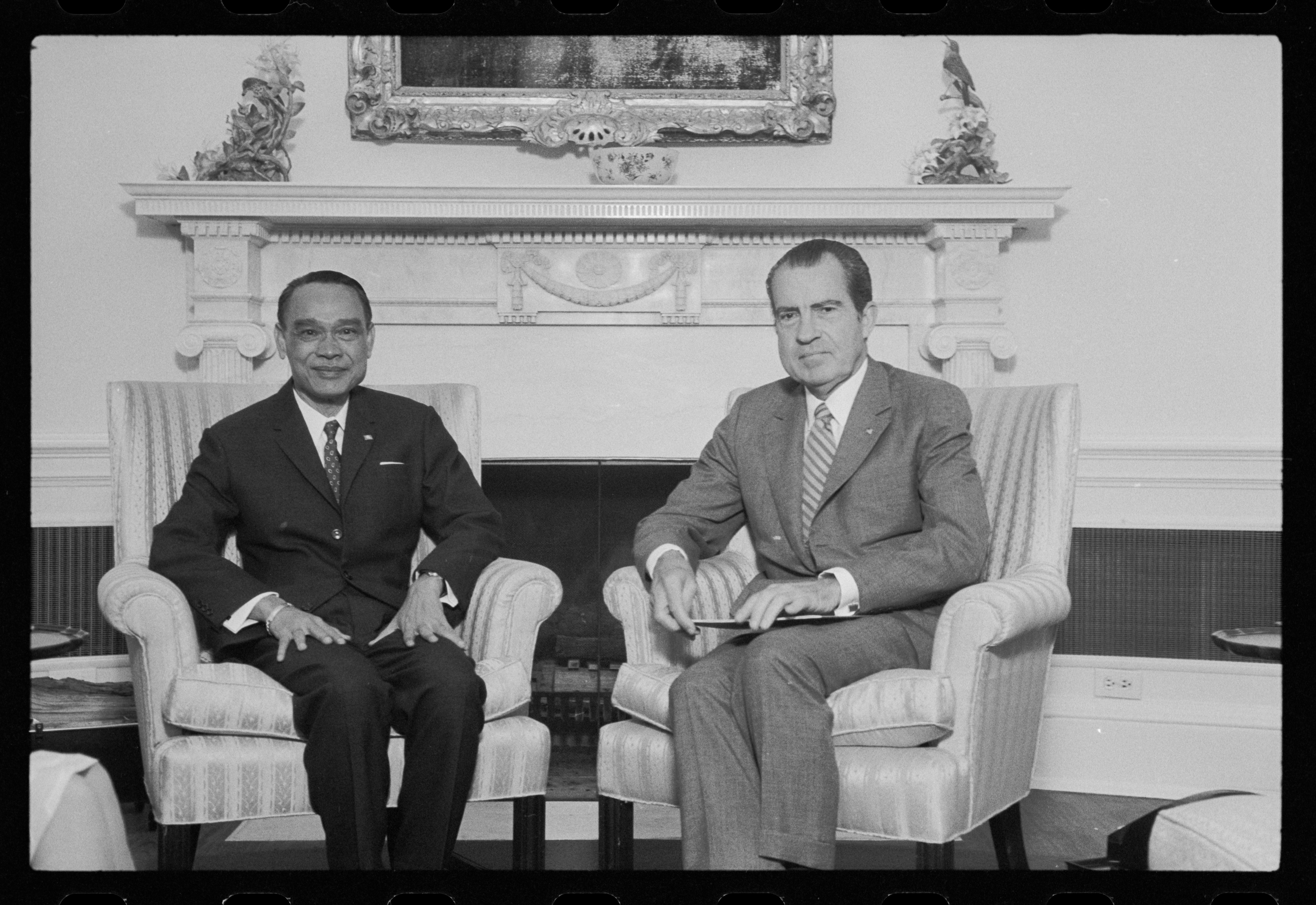
Sisowath Sirik Matak mit Präsident Nixon.

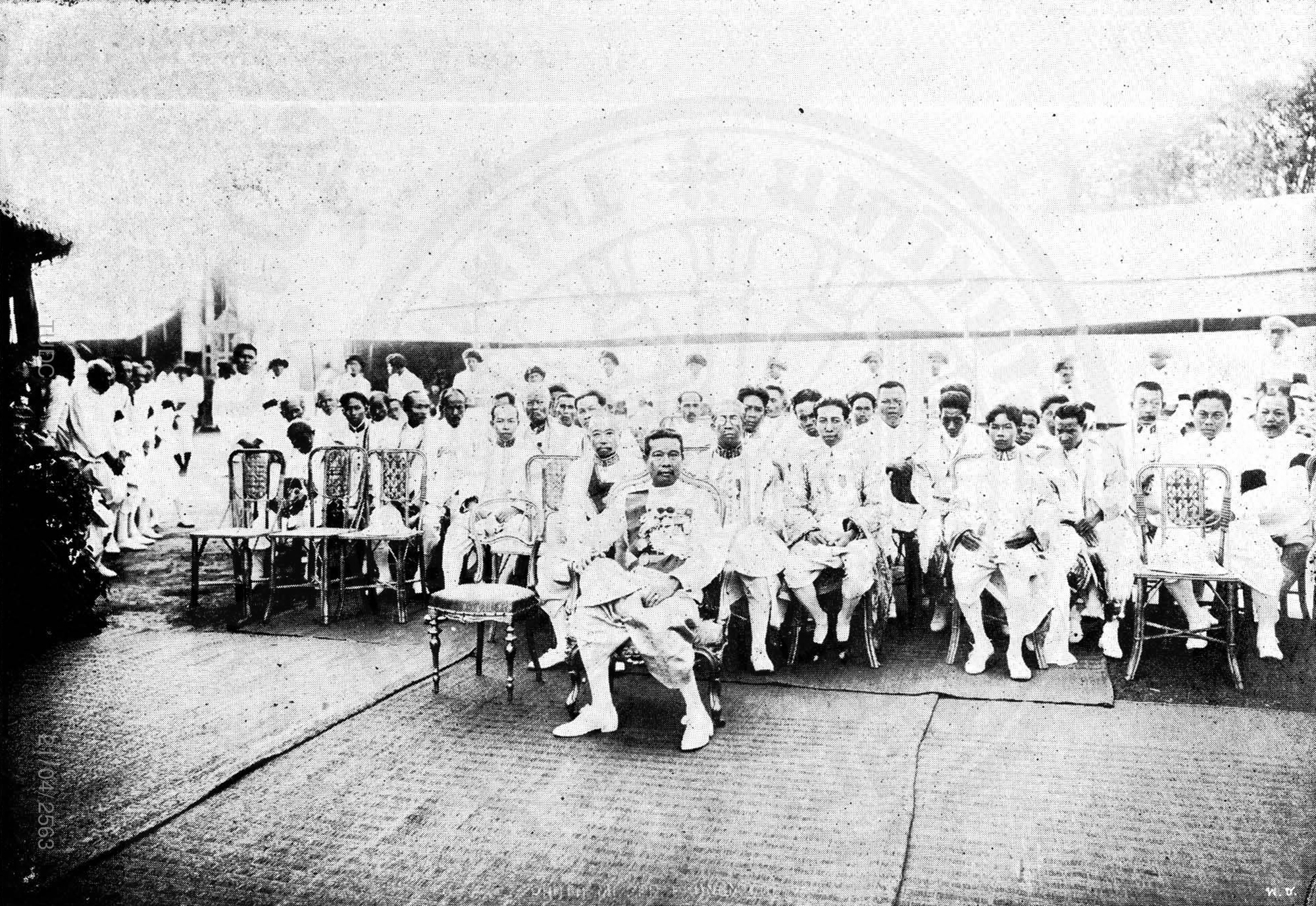
König Sisowath Monivong mit Mitgliedern der königlichen Familie der Sisowath.

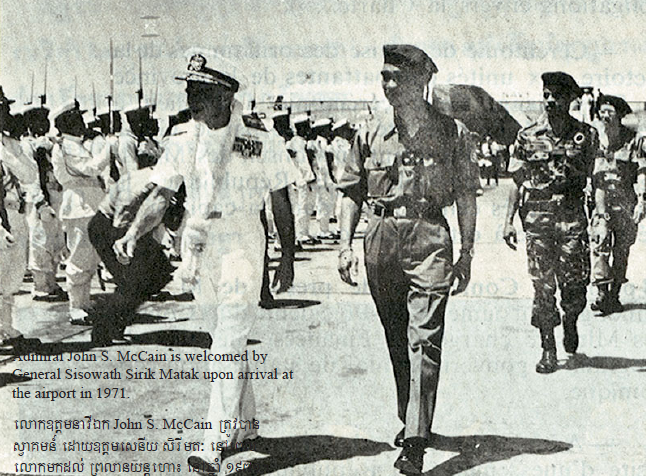
Sisowath Sirik Matak und Admiral John McCain 1971 am Flughafen Phnom Penh

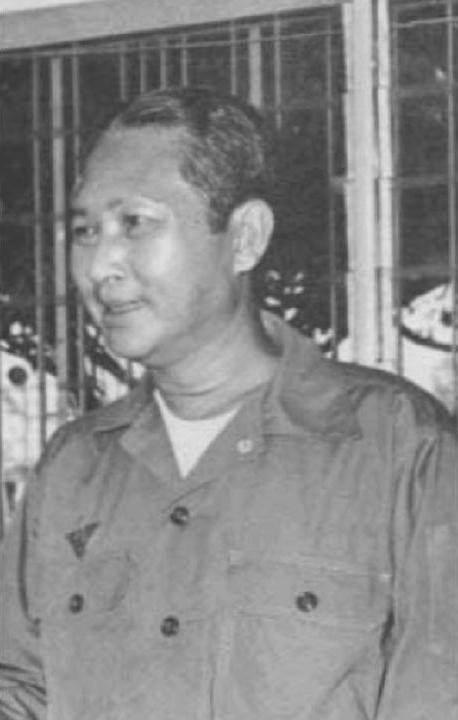
Premierminister Lon Nol

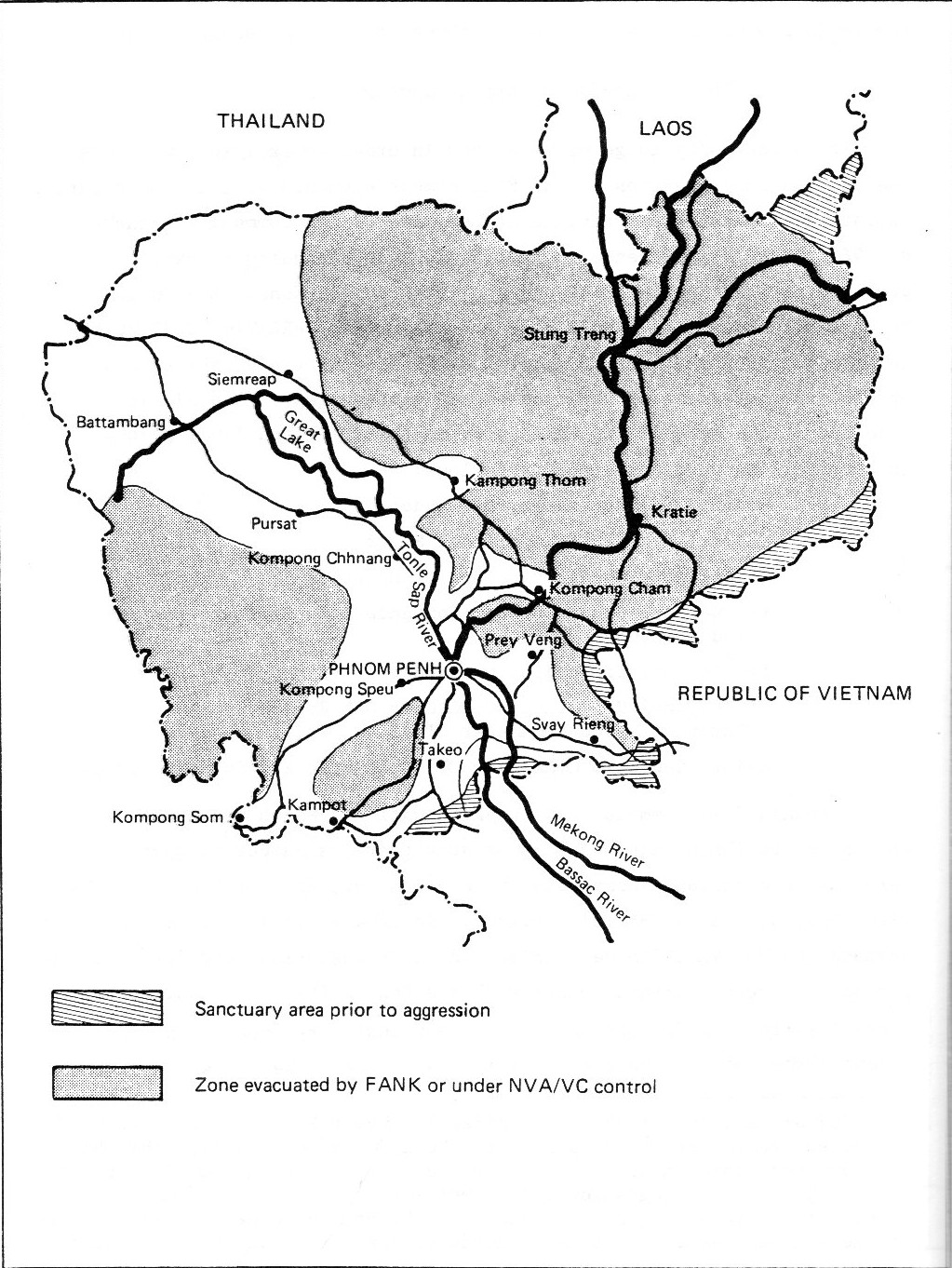
Bereits seit Ende 1970 standen weite Gebiete im Norden und Osten Kambodschas nicht mehr unter Kontrolle der Khmer-Republik

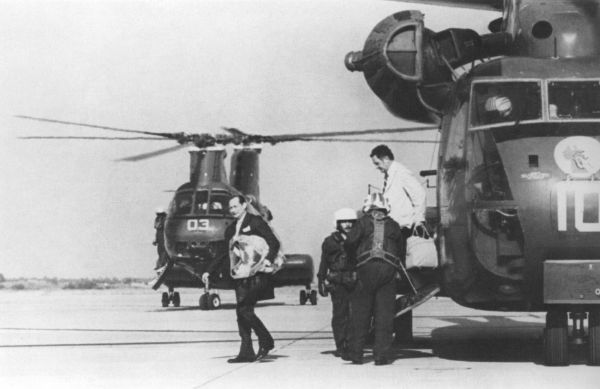
Der amerikanische Botschafter John Gunther Dean am 12. April 1975 in Sicherheit in Thailand. Sisowath Sirik Matak weigerte sich mit ihm ausgeflogen zu werden.

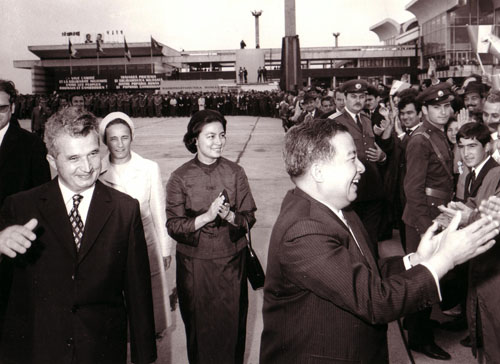
Prinz Norodom Sihanouk verurteilte seinen Cousin Sisowath Sirik Matak per Radioansprache zum Tode. Hier der nominale Führer der Roten Khmer Sihanouk bei einem Staatsbesuch in Rumänien 1972.

Sisowath Sirik Matak (Khmer: ស៊ីសុវត្ថិ សិរិមតៈ; * 22. Januar 1914 in Phnom Penh; † 21. April 1975 ebenda) war ein kambodschanischer Politiker und Mitglied der königlichen Familie der Sisowath.
Er diente vom 11. März 1971 bis zum 18. März 1972 als Premierminister der Republik Khmer unter der Führung von General Lon Nol. Er war wesentlich am Sturz von Prinz Norodom Sihanouk 1970 beteiligt und einer der Gründer der Sozialrepublikanischen Partei. Er wurde nach der Eroberung der Hauptstadt Phnom Penh durch Truppen der Roten Khmer von diesen ermordet. Prinz Norodom Sihanouk hatte ihn aus seinem Pekinger Exil als einen der Politiker benannt, welche nach der Eroberung als Verräter zu liquidieren seien. Es wurde behauptet, Sisowath Sirik Matak sei der wahre Anführer der Rebellion gegen ihn gewesen und nicht Lon Nol. Eine Evakuierung und Flucht ins Exil durch Hubschrauber der US-amerikanischen Botschaft hatte Sisowath Sirik Matak am 12. April 1975 abgelehnt. Norodom Sihanouk war der Cousin von Sisowath Sirik Matak.

## Familienhintergrund
Sisowath Siri Matak wurde in Phnom Penh geboren. Er war ein Sohn von Sisowath Rathary. Er war ein Nachfahre von Sisowath I. Sisowath I. bestieg nach dem Tod von König Norodom I. am 24. April 1904 den Thron. Die Erhebung zum Thron erfolgte gegen die Thronreihenfolge durch die französischen Berater und Kolonialbehörden. Die Kolonialbehörden erkauften sich damit die Loyalität des Königs als Herrscher über ein französisches Protektorat, welcher 1906 Frankreich einen Staatsbesuch abstattete, bei dem er zunächst die Kolonialausstellung in Marseille besuchte und anschließend in Paris mit Ehren empfangen wurde. Während seiner gesamten Regentschaft unterstützte Sisowath I. den Residenten Frankreichs. Sisowath I. und Norodom I. waren beide Kinder von König Ang Duong. Ang Duong hatte das Königreich vor der Vereinnahmung durch Thailand und Vietnam bewahrt. Ang Duong hatte sich an den französischen Kaiser Napoleon III. um Schutz gewandt, und dieser war bereit das Land als Protektorat unter den Schutz von Frankreich zu stellen. Nach dem Tod von Ang Duong wurde Norodom I. König des Landes. Norodom I. unterzeichnete die Verträge, welche das Land in ein französisches Protektorat verwandelten. Norodom I. herrschte von 1860 bis 1904. Ihm folgte Sisowath I. Nach dessen Tod 1927 folgte sein Sohn Sisowath Monivong als König des Landes.
Dadurch waren zwei Familien entstanden, welche beide Anspruch auf die Königswürde erheben konnten, die Norodom und die Sisowath. Dies schrieb die von Frankreich eingeführte Verfassung von Frankreich vor.

## Zeit unter Norodom Sihanouk
Sisowath Sirik Matak studierte am College für Rechts- und Verwaltungswissenschaften in Phnom Penh. 1930 trat er in den französischen Kolonialdienst ein. Nach dem Tod seines Onkels Sisowath Monivong wurde er als einer der Kandidaten für die Königswürde gehandelt. Die oberste französische Kolonialbehörden entschieden sich aber, den damals 18-jährigen Nachfahren von Norodom I., Norodom Sihanouk zum König des Landes auszurufen. Durch den Wechsel der Familien versuchten die Franzosen, sich die Loyalität des Königs zu erkaufen. Sihanouk gab später an, dass Sisowath Siri Matak ihn deshalb immer gehasst habe. Von 1938 bis 1949 fungierte er als Vizegouverneur und Gouverneur in mehreren Provinzen. Von 1949 bis 1951 arbeitete er in der Verwaltung der Armee. 1951 bis 1952 war er Generalsekretär des Präsidenten des Ministerrates.
Nach dem Zweiten Weltkrieg und der Rückkehr des Landes unter den Schutz Frankreichs engagierte sich Sisowath Sirik Matak politisch. Das Land war 1941 von Japan besetzt worden, das bis zum Ende des Krieges die französischen Kolonialbehörden in ihren Ämtern beließ. Dies war der Tatsache geschuldet, dass Frankreich aus Vichy von einer pro-japanischen Regierung regiert wurde. Erst nach der Befreiung von Paris 1944 gingen die japanischen Truppen gegen die französischen Behörden und Truppen vor und Japan unterstützte eine Unabhängigkeit des Landes. Im März 1945 rief König Norodom Sihanouk die Unabhängigkeit des Landes aus, nahm diese aber im Oktober 1945 zurück, nachdem englische und französische Truppen das französische Protektorat wieder hergestellt hatten.
Sisowath Sirik Matak wurde 1947 Mitglied der Khmer Erneuerungspartei, គណបក្ស កំណែទម្រង់ខ្មែរ; französisch Parti De Rénovation Khmère. Sie wurde im Wesentlichen von dem späteren General, Premierminister und Putschführer Lon Nol gegründet. Wesentlichen Einfluss hatten aber auch Mitglieder der Sisowath-Familie. 1955 wurde die Partei Teil der von Norodom Sihanouk geschaffenen Bewegung Sangkum Reastr Niyum. Obwohl die Khmer Erneuerungspartei 1947 keine Sitze bei den Wahlen zur Nationalversammlung erringen konnte, wurde Sisowath Sirik Matak 1952 Mitglied der Regierung Sihanouk zuständig für Verteidigung im Rang eines Staatssekretärs, 1954 wurde er offiziell zum Verteidigungsminister ernannt. Von 1957 bis 1958 leitete er das Verteidigungs und Erziehungsministerium als Staatssekretär.
Nachdem Sihanouk 1955 selbst die politische Macht im Lande übernommen hatte, versuchte er Sisowath Sirik Matak vom Zentrum der Macht fernzuhalten. Er ernannte Sisowath Sirik Matak zum Vertreter des Landes bei der UNESCO in Paris (1961–1962). Danach war Sisowath Sirik Matak Botschafter des Landes in China (1962–64), den Philippinen (1964) und Japan (1966–69). Von 1964 bis 1966 war er als Staatsminister für Nationale Erziehung und Kunst und in Phnom Penh stationiert.

## Zeit der Khmer-Republik
Erst als Lon Nol im August 1969 zum Premierminister ernannt worden war, trat Sisowath Sirik Matak wieder politisch in Erscheinung. Lon Nol ernannte Sisowath Sirik Matak zu seinem Stellvertreter. Sisowath Sirik Matak war nicht einverstanden mit dem Kurs seinen Cousins Sihanouk. Er kritisierte die Verstaatlichung von Außenhandel, Banken und Versicherungen und die pro-nord-vietnamesische Politik seines Cousins Sihanouk. Dass Sihanouk den Nordvietnamesen und der Nationalen Befreiungsfront Vietnams (kurz NLF  oder auch Vietcong) Zugang zu den Häfen und der Infrastruktur des Landes gewährt hatte, kritisierte er scharf.
Als sich Prinz Sihanouk im März 1970 auf einer Reise nach New York befand, um vor der UN-Vollversammlung eine Rede zu halten, forderte die Regierung des Landes unter Lon Nol und Sisowath Sirik Matak die Vietcong und Nordvietnam auf, die militärisch besetzten Gebiete im Osten Kambodschas zu räumen. Die Vietcong betrieben in diesen Gebieten Nachschubbasen für den Kampf gegen die Regierung in Saigon und die USA. Offiziell war das Land neutral im Vietnamkrieg. Die Regierung gab den Vietnamesen Zeit bis zum 15. März, die Positionen zu räumen. Sihanouk widersprach den Forderungen von Lon Nol und bezeichnete ihn und Sisowath Sirik Matak als Verräter. Lon Nol und Sisowath Sirik Matak organisierten am 18. März daraufhin einen Misstrauensantrag im Parlament gegen das Staatsoberhaupt Sihanouk, welcher nach dem Tod seines Vaters 1960 diese Position innehatte. (Sihanouk war 1955 von Amt des Königs zurückgetreten und hatte seinen Vater Norodom Suramarit zum König ernannt.) Das Parlament nahm den Antrag an, und Prinz Sihanouk wurde vom Parlament für abgesetzt erklärt. In den darauffolgenden Tagen kam es in Phnom Penh zu massiven anti-vietnamesischen Ausschreitungen. Prinz Sihanouk ging nach Peking ins Exil und gründete dort zusammen mit den Roten Khmer eine Gegenregierung.
Aus dem Exil behauptete Prinz Sihanouk, Sisowath Siri Matak sei der wahre Anführer hinter dem Coup gegen ihn gewesen. Nur Lon Nol habe verhindert, dass er ihn schon 1969 ermordet hätte. Sisowath Siri Matak habe mit der CIA und der südvietnamesischen Regierung zusammengearbeitet. 1972 formalisierte Sihanouk seine Behauptungen in einem Buch My War with the CIA. Der Historiker Ben Kiernan unterstützte diese These. Sisowath Siri Matak hätte 1969 die Ermordung von Sihanouk angeordnet, aber Lon Nol habe den Befehl als kriminell abgelehnt. Kiernan beruft sich auf einen Zeugen, Prom Thos, einem Minister in der Regierung von Lon Nol.
Nach dem Putsch verblieb Sisowath Siri Matak in der Regierung von Lon Nol als sein Stellvertreter. Er legte seinen Adelstitel ab und rief zusammen mit Lon Nol die Khmer-Republik aus. 1972 gründete er zusammen mit dem Bruder von Lon Nol, Lon Non die Sozialrepublikanische Partei, damit er und Lon Nol an den Parlamentswahlen 1972 teilnehmen konnten. Vom 11. März 1971 bis zum 18. März 1972 diente er als Premierminister unter den sich selbsternannten Präsidenten Lon Nol.
Unter der Führung von Lon Nol und Sisowath Sirik Matak vollzog das Land eine Wendung. Das Land lehnte sich eng an die USA an, integrierte die Rebellen der Khmer Serei in die Armee der Republik Khmer und nahm den langjährigen Gegner der Monarchie Son Ngoc Thanh in die Regierung auf. Die Regierung bekämpfte zusammen mit der südvietnamesischen und der US-Regierung die Vietcong und die nordvietnamesischen Truppen im Land. Die Regierung hatte anfangs große Unterstützung in der Hauptstadt Phnom Penh, aber die Roten Khmer eroberten mithilfe Chinas und Vietnams große Teile der ländlichen Gebiete des Landes. Die Regierung stand dauernd kurz vor dem Kollaps und konnte sich nur durch massive Bombardierungen ländlicher Gebiete durch die US Air Force an der Macht halten. Die überwiegende Mehrheit der ländlichen Bevölkerung unterstützte den im Exil befindlichen Prinzen Norodom Sihanouk, dem nominalen Führer der Roten Khmer. Seit 1970 versuchten die Roten Khmer in jährlichen Offensiven die Hauptstadt Phnom Penh einzunehmen und konnten nur mit Mühe von diesem Vorhaben militärisch abgehalten werden. Der Bürgerkrieg zerstörte das Land und die Bombardierungen kosteten Hunderttausende an Toten. Die Hauptstadt Phnom Penh wurde von über 2 Millionen Flüchtlingen überschwemmt.

## Rote Khmer und Tod
Nachdem 1973 der US-Kongress die Flächenbombardierung der ländlichen Gebiete durch die US-Luftwaffe gestoppt hatte, wurde die Situation 1975 in Phnom Penh nicht haltbar. Zu Beginn des Jahres hatten die Roten Khmer und ihre Verbündeten den wichtigen Mekong-Fluss Richtung Meer blockiert. Nachschub aus Saigon war auch mit gepanzerten Flussschiffen nicht mehr möglich. Die Stadt konnte nur noch aus der Luft mit Lebensmitteln, Waffen und Munition versorgt werden. Auch wurde sie ständig durch die Artillerie der Roten Khmer beschossen. Der Flughafen Pochentong ging Anfang April 1975 verloren. Am 12. April wurde die amerikanische Botschaft mit Hubschraubern evakuiert. Sisowath Sirik Matak weigerte sich, ausgeflogen zu werden, obwohl er wusste, dass sein Cousin Norodom Sihanouk ihn auf eine Liste von Verrätern, die zu eliminieren seien, gesetzt hatte. Sisowath Sirik Matak sah den Abzug der Amerikaner als Verrat an. Am 17. April eroberten die Roten Khmer das Stadtzentrum von Phnom Penh. Sisowath Sirik Matak flüchtete in die französische Botschaft. Die neuen Machthaber erkannten den diplomatischen Status der Botschaft jedoch nicht an und forderten die Herausgabe sämtlicher Flüchtlinge mit Khmer-Nationalität. Der französische Forscher François Bizot berichtete in seinem Buch The Gate, dass Sisowath Sirik Matak am 21. April 1975 das Botschaftsgelände verlassen musste. Er wurde mit einem Jeep, welcher vom Geheimdienstchef der Roten Khmer Mam Nai gefahren wurde, mit mehreren anderen hohen Regierungsmitgliedern abtransportiert. Es gilt als gesichert, dass er noch am selben Tag von den Roten Khmer erschossen wurde. Auch der amerikanische Journalist Jon Swain berichtete in seinem Buch River of Time über die Festnahme durch die Roten Khmer. Dasselbe berichtet der Journalist Sydney Schanberg in seinem Buch The Death and Life of Dith Pran.

## Brief an den Botschafter John Gunther Dean
Am 12. April dieses Jahres schrieb Sisowath Sirik Matak einen emotionalen Brief an John Gunther Dean dem Botschafter der USA in Phnom Penh:

“Dear Excellency and friend,

I thank you very sincerely for your letter and for your offer to transport me towards freedom. I. cannot, alas, leave in such a cowardly fashion.

As for you and in particular for your great country, I never believed for a moment that you would have this sentiment of abandoning a people which has chosen liberty. You have refused us your protection and we can do nothing about it. You leave us and it is my wish that you and your country will find happiness under the sky.

But mark it well that, if I. shall die here on the spot and in my country that I. love, it is too bad because we are all born and must die one day. I. have only committed the mistake of believing in you, the Americans.

Please accept, Excellency, my dear friend, my faithful and friendly sentiments.

Prince Sirik Matak.”

„Sehr geehrte Exzellenz und Freund,

ich danke Ihnen sehr herzlich für Ihren Brief und für Ihr Angebot, mich in die Freiheit zu bringen. Ich kann leider nicht auf derart feige Weise abreisen.

Was Sie und insbesondere Ihr großes Land betrifft, so habe ich nicht einen Augenblick geglaubt, dass Sie das Gefühl haben würden, ein Volk, das sich für die Freiheit entschieden hat, im Stich zu lassen. Sie haben uns Ihren Schutz verweigert und wir können nichts dagegen tun. Sie verlassen uns, und es ist mein Wunsch, dass Sie und Ihr Land das Glück unter dem Himmel finden werden.

Aber merken Sie sich gut, dass, wenn ich hier auf der Stelle und in meinem Land, das ich liebe, sterben soll, es zu schade ist, denn wir werden alle geboren und müssen eines Tages sterben. Ich habe nur den Fehler begangen, Ihnen, den Amerikanern, zu vertrauen.

Bitte nehmen Sie, Exzellenz, mein lieber Freund, meine treuen und freundschaftlichen Gefühle an.

Fürst Sirik Matak“